# HMS Anson (79)
Za druge ladje glejte Anson.
HMS Anson (79) je bila bojna ladja razreda King George V Kraljeve vojne mornarice.
Poimenovana je bila po admiralu Georgu Ansonu.
Zgrajena je bila v ladjedelnici Swan Hunter (Wallsend) in splovljena leta 1940. Sprva so jo poimenovali Jellicoe, a so jo nato preimenovali v februarju 1940.